# Dan Sahlin
Dan Sahlin (* 18. April 1967) ist ein ehemaliger schwedischer Fußballspieler.

## Laufbahn
Sahlin spielte für Hammarby IF in der Allsvenskan. Von dort wurde er an Birmingham City ausgeliehen, wo er in der Spielzeit 1995/96 zu einem Einsatz kam. 1996 schloss er sich Örebro SK an. 1997 wurde er zusammen mit Mats Lilienberg und Christer Mattiasson mit 14 Toren Torschützenkönig der ersten schwedischen Liga. 1998 wechselte er zum dänischen Erstligisten Aalborg BK, kehrte aber nach einer Spielzeit wieder nach Schweden zurück und unterschrieb beim unterklassigen Klub Nynäshamns IF.
Sahlin bestritt drei Länderspiele für die schwedische Nationalmannschaft.

## Erfolge
- Dänischer Meister: 1999